# Coupe d'Europe des nations d'athlétisme 1996
Navigation
CE des nations 1995 CE des nations 1997
La 17e coupe d'Europe des nations d'athlétisme se déroule les 1er et 2 juin 1996 à Madrid en Espagne pour la Superligue, les 28 et [29 juin] à Lisbonne et Fana pour la 1re division, et les 29 et [30 juin] à Oordegem et Tallinn pour la 2e division. Elle comporte 20 épreuves chez les hommes et 17 chez les femmes. En course à pied le 10 000 mètres est remplacé par le 3 000 mètres. Pour la première fois le nom de la société SPAR apparaît dans l'intitulé de l'épreuve
.
L'Allemagne remporte les deux épreuves masculine et féminine.

## Superligue
Il y a trois relégués chez les hommes afin de revenir à 8 équipes en 1997.
| Place | Pays        | Points |
| ----- | ----------- | ------ |
| 1     | Allemagne   | 142    |
| 2     | Royaume-Uni | 125    |
| 3     | Italie      | 110    |
| 4     | Espagne     | 106    |
| 5     | Russie      | 103    |
| 6     | France      | 93,5   |
| 7     | Ukraine     | 84     |
| 8     | Suède       | 75,5   |
| 9     | Finlande    | 53     |

| Place | Pays        | Points |
| ----- | ----------- | ------ |
| 1     | Allemagne   | 115    |
| 2     | Russie      | 97     |
| 3     | Biélorussie | 79     |
| 4     | Ukraine     | 78     |
| 5     | France      | 75     |
| 6     | Royaume-Uni | 73     |
| 7     | Espagne     | 49     |
| 8     | Bulgarie    | 46     |

## Résultats par épreuve

### Hommes
| Épreuve | Or                                                                      | Or               | Argent                                                            | Argent         | Bronze                                                                 | Bronze         |
| --- | ----------------------------------------------------------------------- | ---------------- | ----------------------------------------------------------------- | -------------- | ---------------------------------------------------------------------- | -------------- |
| 100 m | Linford Christie GBR                                                    | 10 s 04 CR       | Marc Blume GER                                                    | 10 s 25        | Vladislav Dologodin UKR                                                | 10 s 26        |
| 200 m | Linford Christie GBR                                                    | 20 s 25w         | Vladislav Dologodin UKR                                           | 20 s 39w       | Torbjörn Eriksson SWE                                                  | 20 s 45w       |
| 400 m | Uwe Jahn GER                                                            | 45 s 64          | Du'aine Ladejo GBR                                                | 45 s 72        | Jean-Louis Rapnouil FRA                                                | 45 s 96        |
| 800 m | Roberto Parra ESP                                                       | 1 min 44 s 97 CR | Giuseppe D'Urso ITA                                               | 1 min 45 s 27  | Nico Motchebon GER                                                     | 1 min 45 s 98  |
| 1 500 m | Fermín Cacho ESP                                                        | 3 min 40 s 24    | Rüdiger Stenzel GER                                               | 3 min 40 s 53  | Anthony Whiteman GBR                                                   | 3 min 41 s 21  |
| 3 000 m | Dieter Baumann GER                                                      | 7 min 57 s 19    | Isaac Viciosa ESP                                                 | 7 min 57 s 80  | Alessandro Lambruschini ITA                                            | 7 min 58 s 44  |
| 5 000 m | Gennaro Di Napoli ITA                                                   | 13 min 52 s 34   | Manuel Pancorbo ESP                                               | 13 min 55 s 18 | Abdellah Béhar FRA                                                     | 13 min 57 s 15 |
| 3 000 m steeple | Steffen Brand GER                                                       | 8 min 30 s 09    | Angelo Carosi ITA                                                 | 8 min 32 s 50  | Justin Chaston GBR                                                     | 8 min 33 s 59  |
| 110 m haies | Florian Schwarthoff GER                                                 | 13 s 20          | Colin Jackson GBR                                                 | 13 s 63        | Yevgeniy Pechonkin RUS                                                 | 13 s 64        |
| 400 m haies | Fabrizio Mori ITA                                                       | 49 s 45          | Jon Ridgeon GBR                                                   | 49 s 84        | Sven Nylander SWE                                                      | 50 s 18        |
| 4 × 100 m | UKR Kostyantyn Rurak Sergiy Osovich Oleg Kramarenko Vladyslav Dologodin | 38 s 53          | ITA Giovanni Puggioni Ezio Madonia Angelo Cipolloni Sandro Floris | 38 s 66        | GBR Kevin Williams Darren Braithwaite Jason John Darren Campbell       | 38 s 67        |
| 4 × 400 m | GBR Mark Richardson Jamie Baulch Mark Hylton Du'aine Ladejo             | 3 min 03 s 38    | GER Uwe Jahn Karsten Just Kai Karsten Rico Lieder                 | 3 min 03 s 53  | FRA Pierre-Marie Hilaire Marc Foucan Willy Migerel Jean-Louis Rapnouil | 3 min 05 s 05  |
| Saut en hauteur | Arturo Ortiz ESP                                                        | 2,27 m           | Leonid Pumalainen RUS                                             | 2,27 m         | Dalton Grant GBR                                                       | 2,27 m         |
| Saut à la perche | Pyotr Bochkaryov RUS                                                    | 5,70 m           | Tim Lobinger GER                                                  | 5,60 m         | José Manuel Arcos ESP                                                  | 5,50 m         |
| Saut en longueur | Simone Bianchi ITA                                                      | 8,25 m           | Jesús Oliván ESP                                                  | 7,97 m         | Bakri Darouèche FRA                                                    | 7,96 m         |
| Triple saut | Jonathan Edwards GBR                                                    | 17,79 m w        | Vladimir Kravchenko UKR                                           | 17,29 m w      | Gennadiy Markov RUS                                                    | 17,12 m w      |
| Lancer du poids | Paolo Dal Soglio ITA                                                    | 20,72 m          | Oliver-Sven Buder GER                                             | 20,08 m        | Yuriy Bilonog UKR                                                      | 19,86 m        |
| Lancer du disque | David Martínez ESP                                                      | 62,38 m          | Sergey Lyakhov RUS                                                | 62,20 m        | Jürgen Schult GER                                                      | 61,96 m        |
| Lancer du marteau | Karsten Kobs GER                                                        | 78,18 m          | Marko Wahlman FIN                                                 | 77,72 m        | Enrico Sgrulletti ITA                                                  | 77,44 m        |
| Lancer du javelot | Raymond Hecht GER                                                       | 88,86 m          | Sergey Makarov RUS                                                | 84,96 m        | Harri Hakkarainen FIN                                                  | 81,44 m        |
| Records et Performances - AR : Record continental (area record) - CR : Record des championnats (championship record) - MR : Record du meeting (meet record) - NR : Record national (national record) - OR : Record olympique (olympic record) - PR : Record paralympique (paralympic record) - PB : Record personnel (personal best) - SB : Meilleure performance personnelle de la saison (season's best) - WL : Meilleure performance mondiale de l'année (world leader) - WJR : Record du monde junior (world junior record) - WR : Record du monde (world record) Circonstances et Conditions - DNF : N'a pas terminé (did not finish) - DNS : N'a pas pris le départ (did not start) - DQ : Disqualification (disqualification) - NM : Aucun essai valable enregistré (No Mark) - Q : Qualifié « directement » au prochain tour (ou à la prochaine compétition), lors d'une compétition majeure, grâce au classement ou à la réalisation des minima (automatic qualifier) - q : Qualifié au prochain tour (ou à la prochaine compétition), lors d'une compétition majeure, grâce au repêchage ou à la réalisation de l'une des meilleures performances parmi celles des « non qualifiés directement » (grâce au meilleur temps ou à la meilleure distance par exemple) (secondary qualifier) |                                                                         |                  |                                                                   |                |                                                                        |                |

### Femmes
| Épreuve | Or                                                                            | Or             | Argent                                                                  | Argent         | Bronze                                                                 | Bronze         |
| --- | ----------------------------------------------------------------------------- | -------------- | ----------------------------------------------------------------------- | -------------- | ---------------------------------------------------------------------- | -------------- |
| 100 m | Marina Trandenkova RUS                                                        | 11 s 14        | Melanie Paschke GER                                                     | 11 s 19        | Irina Pukha UKR                                                        | 11 s 25        |
| 200 m | Marie-José Pérec FRA                                                          | 22 s 34        | Melanie Paschke GER                                                     | 22 s 55        | Katharine Merry GBR                                                    | 22 s 88        |
| 400 m | Grit Breuer GER                                                               | 50 s 22        | Anna Kozak BLR                                                          | 50 s 94        | Sandra Myers ESP                                                       | 51 s 10        |
| 800 m | Svetlana Masterkova RUS                                                       | 1 min 57 s 87  | Kelly Holmes GBR                                                        | 1 min 58 s 20  | Natalya Dukhnova BLR                                                   | 1 min 59 s 70  |
| 1 500 m | Olga Churbanova RUS                                                           | 4 min 09 s 57  | Sylvia Kühnemund GER                                                    | 4 min 10 s 22  | Frédérique Quentin FRA                                                 | 4 min 10 s 49  |
| 3 000 m | Blandine Bitzner-Ducret FRA                                                   | 8 min 59 s 82  | Petra Wassiluk GER                                                      | 9 min 02 s 91  | Marta Domínguez ESP                                                    | 9 min 06 s 27  |
| 5 000 m | Kathrin Wessel GER                                                            | 15 min 40 s 36 | Julia Vaquero ESP                                                       | 15 min 41 s 99 | Farida Fatès FRA                                                       | 15 min 47 s 72 |
| 100 m haies | Nadezhda Bodrova UKR                                                          | 12 s 89 w      | Lidiya Yurkova BLR                                                      | 12 s 99 w      | Angie Thorp GBR                                                        | 13 s 09 w      |
| 400 m haies | Sally Gunnell GBR                                                             | 56 s 84        | Silvia Rieger GER                                                       | 57 s 07        | Nelli Voronkova BLR                                                    | 57 s 39        |
| 4 × 100 m | RUS Natalya Merzlyakova Galina Malchugina Marina Trandenkova Oksana Dyachenko | 42 s 55        | GER Andrea Philipp Melanie Paschke Silke-Beate Knoll Silke Lichtenhagen | 42 s 59        | FRA Sandra Citté Odiah Sidibé Delphine Combe Marie-José Pérec          | 43 s 13        |
| 4 × 400 m | GER Uta Rohländer Silke-Beate Knoll Linda Kisabaka Grit Breuer                | 3 min 26 s 19  | UKR Viktoriya Fomenko Lyudmila Koshchey Olga Moroz Olena Rurak          | 3 min 27 s 74  | RUS Tatyana Chebykina Natalya Sharova Yuliya Sotnikova Olga Kotlyarova | 3 min 28 s 54  |
| Saut en hauteur | Alina Astafei GER                                                             | 1,98 m         | Stefka Kostadinova BUL                                                  | 1,94 m         | Yelena Topchina RUS                                                    | 1,90 m         |
| Saut en longueur | Iva Prandzheva BUL                                                            | 6,84 m         | Yelena Sinchukova GER                                                   | 6,81 m         | Claudia Gerhardt RUS                                                   | 6,76 m         |
| Triple saut | Ashia Hansen GBR                                                              | 14,57 m CR     | Olena Hovorova UKR                                                      | 14,42 m        | Lyudmila Dubkova RUS                                                   | 14,14 m        |
| Lancer du poids | Astrid Kumbernuss GER                                                         | 20,05 m        | Judy Oakes GBR                                                          | 19,00 m        | Svetlana Krivelyova RUS                                                | 17,70 m        |
| Lancer du disque | Ilke Wyludda GER                                                              | 65,66 m        | Olga Chernyavskaya RUS                                                  | 65,06 m        | Irina Yatchenko BLR                                                    | 60,68 m        |
| Lancer du marteau | Olga Kuzenkova RUS                                                            | 73,10 m        | Mihaela Melinte ROM                                                     | 69,76 m        | Lyudmila Gubkina BLR                                                   | 68,24 m        |
| Lancer du javelot | Oksana Ovchinnikova RUS                                                       | 65,72 m        | Natalya Shikolenko BLR                                                  | 62,52 m        | Tanja Damaske GER                                                      | 58,80 m        |
| Records et Performances - AR : Record continental (area record) - CR : Record des championnats (championship record) - MR : Record du meeting (meet record) - NR : Record national (national record) - OR : Record olympique (olympic record) - PR : Record paralympique (paralympic record) - PB : Record personnel (personal best) - SB : Meilleure performance personnelle de la saison (season's best) - WL : Meilleure performance mondiale de l'année (world leader) - WJR : Record du monde junior (world junior record) - WR : Record du monde (world record) Circonstances et Conditions - DNF : N'a pas terminé (did not finish) - DNS : N'a pas pris le départ (did not start) - DQ : Disqualification (disqualification) - NM : Aucun essai valable enregistré (No Mark) - Q : Qualifié « directement » au prochain tour (ou à la prochaine compétition), lors d'une compétition majeure, grâce au classement ou à la réalisation des minima (automatic qualifier) - q : Qualifié au prochain tour (ou à la prochaine compétition), lors d'une compétition majeure, grâce au repêchage ou à la réalisation de l'une des meilleures performances parmi celles des « non qualifiés directement » (grâce au meilleur temps ou à la meilleure distance par exemple) (secondary qualifier) |                                                                               |                |                                                                         |                |                                                                        |                |

## Première division
La 1re division (First League) se dispute les 28 et 29 juin 1996 à Lisbonne (Portugal) et Fana (Norvège).
| Place | Pays     | Points |
| ----- | -------- | ------ |
| 1     | Grèce    | 111    |
| 2     | Tchéquie | 98,5   |
| 3     | Portugal | 88     |
| 4     | Hongrie  | 80     |
| 5     | Irlande  | 78     |
| 6     | Slovénie | 72     |
| 7     | Turquie  | 32,5   |

| Place | Pays        | Points |
| ----- | ----------- | ------ |
| 1     | Norvège     | 112    |
| 2     | Pologne     | 107    |
| 3     | Suisse      | 97     |
| 4     | Roumanie    | 91     |
| 5     | Lettonie    | 90     |
| 6     | Autriche    | 76     |
| 7     | Biélorussie | 72     |
| 8     | Danemark    | 71     |

| Place | Pays     | Points |
| ----- | -------- | ------ |
| 1     | Italie   | 110    |
| 2     | Tchéquie | 98     |
| 3     | Portugal | 94     |
| 4     | Hongrie  | 79     |
| 5     | Slovénie | 73     |
| 6     | Grèce    | 68     |
| 7     | Pays-Bas | 64     |
| 8     | Croatie  | 26     |

| Place | Pays     | Points |
| ----- | -------- | ------ |
| 1     | Roumanie | 101    |
| 2     | Suisse   | 92     |
| 3     | Pologne  | 89     |
| 4     | Finlande | 88     |
| 5     | Suède    | 77     |
| 6     | Norvège  | 69     |
| 7     | Danemark | 56     |
| 8     | Islande  | 40     |

## Seconde division
La 2e division (Second League) se dispute à Oordegem (Belgique) et à Tallinn (Estonie) les 29 et 30 juin 1996. La Belgique et la Yougoslavie montent leurs deux équipes en division supérieure. 
| Place | Pays     | Points |
| ----- | -------- | ------ |
| 1     | Belgique | 93,5   |
| 2     | Pays-Bas | 92,5   |
| 3     | Chypre   | 91     |
| 4     | Israël   | 64     |
| 5     | Islande  | 52     |
| 6     | AASSE    | 37     |

| Place | Pays           | Points |
| ----- | -------------- | ------ |
| 1     | RF Yougoslavie | 96     |
| 2     | Bulgarie       | 92     |
| 3     | Slovaquie      | 88     |
| 4     | Croatie        | 87     |
| 5     | Estonie        | 83     |
| 6     | Lituanie       | 60     |
| 7     | Moldavie       | 55     |

| Place | Pays     | Points |
| ----- | -------- | ------ |
| 1     | Autriche | 103    |
| 2     | Belgique | 91     |
| 3     | Irlande  | 77     |
| 4     | Chypre   | 62     |
| 5     | Albanie  | 51     |
| 6     | Israël   | 50     |
| 7     | AASSE    | 42     |

| Place | Pays           | Points |
| ----- | -------------- | ------ |
| 1     | Lituanie       | 90     |
| 2     | RF Yougoslavie | 84     |
| 3     | Lettonie       | 80     |
| 4     | Estonie        | 73     |
| 5     | Turquie        | 64     |
| 6     | Slovaquie      | 54     |
| 7     | Moldavie       | 30     |

|  | Vainqueur de la compétition |  | Promotion en division supérieure |  | Relégation en division inférieure |